# لغط قصبي
اللغط القصبي (بالإنجليزية: Bronchophony)‏ أو التكلم الصدري القصبي (بالإنجليزية: bronchiloquy)‏ هو انتقال غير طبيعي للصوت من الرئة أو الشعب الهوائية.
اللغط القصبي هو أحد أنواع الكلام الصدري، كما أنه علامة طبية يمكن الكشف عنها بواسطة التسمع.